# Missouri (fiume)
Il Missouri (AFI: /misˈsuri/), italianizzato in Missuri, è uno dei principali fiumi dell'America settentrionale, il più importante affluente del fiume Mississippi, nonché il più lungo affluente del mondo.

## Percorso
Il Missouri nasce dalla confluenza dei fiumi Madison, Jefferson e Gallatin in Montana e scorre fino ad incontrare il Mississippi a nord di St. Louis. Il Missouri ha una lunghezza di 3626 km e, considerando anche il basso Mississippi, si può considerare il quarto fiume al mondo per lunghezza.

## Caratteristiche
A seconda che si consideri la sua lunghezza dalle sorgenti o da Three Forks nel Montana dove confluiscono i tre fiumi che lo originano, è considerato il fiume più lungo o il secondo fiume più lungo degli Stati Uniti. Prima del programma di canalizzazione Pick-Sloan era indubbiamente il fiume più lungo degli Stati Uniti.
Il sistema fluviale combinato Mississippi-Missouri è il quarto fiume al mondo per lunghezza. Alla confluenza col Mississippi il Missouri apporta un volume d'acqua che è meno della metà di quello del Mississippi Superiore e dell'Ohio che è il secondo affluente del Mississippi.

## Affluenti

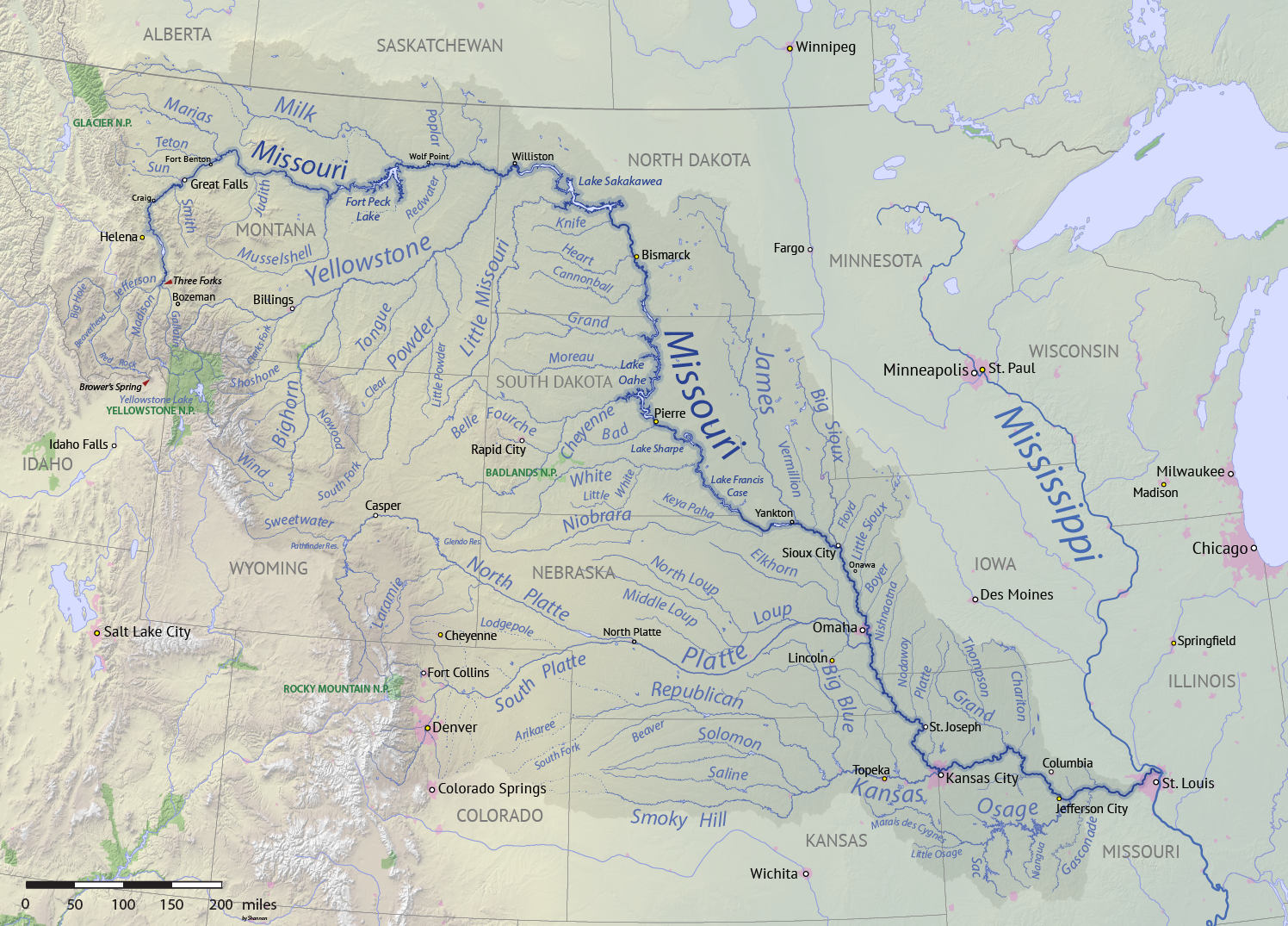
Percorso del Missouri ed affluenti nei vari strati

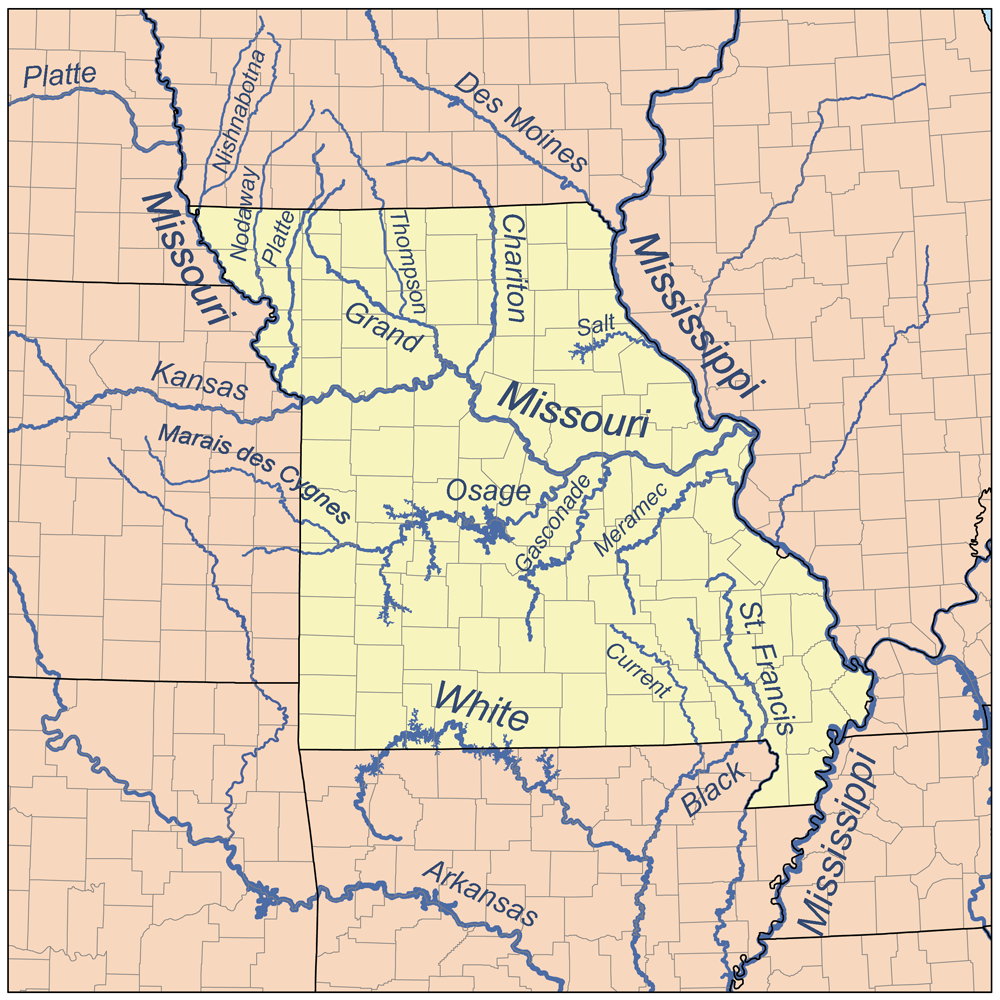
Dettaglio affluenti del Missouri nello stato del Missouri

### Montana
- Jefferson
- Madison
- Gallatin
- Sixteenmile Creek
- Dearborn
- Smith
- Sun
- Belt Creek
- Marias
- Arrow Creek
- Judith
- Cow Creek
- Musselshell
- Milk
- Redwater
- Poplar
- Big Muddy Creek

### Dakota del Nord
- Yellowstone
- Little Muddy Creek
- Tobacco Garden Creek
- Piccolo Missouri
- Knife
- Hearth
- Cannonball

### Dakota del Sud
- Grand River
- Moreau
- Cheyenne
- Bad
- White River
- James
- Vermillion
- Big Sioux

### Nebraska, Iowa, Kansas, Missouri
- Niobrara (Nebraska)
- Platte (Nebraska)
- Nemaha (Nebraska)
- Perry Creek (Iowa)
- Floyd (Iowa)
- Little Sioux (Iowa)
- Soldier (Iowa)
- Boyer (Iowa)
- (sans)
- Nishnabotna (Iowa)
- Kansas (Kansas)
- Blue (Kansas e Missouri)
- Grand River (Missouri)
- Osage (Missouri)

## Principali città attraversate
- Great Falls (Montana)
- Bismarck (Dakota del Nord)
- Pierre (Dakota del Sud)
- Sioux City (Iowa)
- Council Bluffs (Iowa)
- Omaha (Nebraska)
- Saint Joseph (Missouri)
- Kansas City (Kansas)
- Kansas City (Missouri)
- Jefferson City (Missouri)
- Saint Charles (Missouri)